# Старий Маюр
45°28′ пн. ш. 17°10′ сх. д. / 45.46° пн. ш. 17.17° сх. д.
Старий Маюр (хорв. Stari Majur) — населений пункт у Хорватії, в Пожезько-Славонській жупанії у складі міста Пакраць.

## Населення
Населення за даними перепису 2011 року становило 24 осіб.
Динаміка чисельності населення поселення:

## Клімат
Середня річна температура становить 11,11 °C, середня максимальна – 25,18 °C, а середня мінімальна – -5,21 °C. Середня річна кількість опадів – 915 мм.
| Клімат поселення                              | Клімат поселення | Клімат поселення | Клімат поселення | Клімат поселення | Клімат поселення | Клімат поселення | Клімат поселення | Клімат поселення | Клімат поселення | Клімат поселення | Клімат поселення | Клімат поселення | Клімат поселення |
| Показник                                      | Січ.             | Лют.             | Бер.             | Квіт.            | Трав.            | Черв.            | Лип.             | Серп.            | Вер.             | Жовт.            | Лист.            | Груд.            |                  |
| Середній максимум, °C                         | 6,78             | 8,46             | 12,77            | 16,95            | 21,98            | 25,18            | 24,50            | 23,96            | 20,16            | 15,16            | 9,62             | 5,48             |                  |
| Середня температура, °C                       | 0,77             | 2,46             | 6,77             | 10,96            | 16,00            | 19,20            | 20,87            | 20,32            | 16,53            | 11,53            | 6,01             | 1,83             |                  |
| Середній мінімум, °C                          | −5,21            | −3,54            | 0,78             | 4,98             | 10,01            | 13,22            | 17,24            | 16,70            | 12,91            | 7,90             | 2,37             | −1,78            |                  |
| Норма опадів, мм                              | 58               | 51               | 62               | 76               | 84               | 101              | 83               | 91               | 75               | 80               | 86               | 68               |                  |
| Середньомісячна швидкість вітру, м/с          | 1.87             | 2.10             | 2.44             | 2.34             | 2.16             | 1.98             | 1.90             | 1.78             | 1.79             | 1.83             | 1.88             | 1.92             |                  |
| Середньомісячна сонячна радіація, кДж/м²·день | 4343             | 7133             | 10933            | 15290            | 19494            | 21526            | 22596            | 19819            | 14853            | 9199             | 4882             | 3597             |                  |
| --------------------------------------------- | ---------------- | ---------------- | ---------------- | ---------------- | ---------------- | ---------------- | ---------------- | ---------------- | ---------------- | ---------------- | ---------------- | ---------------- | ---------------- |
| Джерело:                                      |                  |                  |                  |                  |                  |                  |                  |                  |                  |                  |                  |                  |                  |